# Perišče
Perišče este o localitate din comuna Brežice, Slovenia, cu o populație de 12 locuitori.